# CD Honduras Progreso
CD Honduras Progreso is een Hondurese voetbalclub uit de stad El Progreso.

## Geschiedenis
De club werd opgericht in 1965 opgericht als Club Deportivo Honduras en was een van de stichtende leden van de Hondurese profcompetitie, die dat jaar van start ging. In 1969 degradeerde de club en werd daarop ontbonden.
Na vele jaren afwezigheid werden ze in 2011 opnieuw een profclub. In 2015 won de club de Apertura landstitel.

## Erelijst
Landskampioen
2015 (Apertura)
Honduras Progreso · 
Juticalpa · 
Marathón · 
Motagua · 
Olimpia · 
Platense ·
Real España · 
Real Sociedad ·
UPNFM · 
Vida